# Pyhäportin Lehto
Pyhäportin Lehto este o arie protejată (arie specială de conservare — SAC, sit de importanță comunitară — SCI) din Finlanda întinsă pe o suprafață de 12 ha, integral pe uscat.

## Localizare
Centrul sitului Pyhäportin Lehto este situat la coordonatele 66°10′04″N 25°28′14″E / 66.1678°N 25.4706°E.

## Înființare
Situl Pyhäportin Lehto a fost declarat sit de importanță comunitară în august 1998 pentru a proteja 1 specie de plante. Situl a fost protejat și ca arie specială de conservare în aprilie 2015.

## Biodiversitate
Situată în ecoregiunea boreală, aria protejată conține 3 habitate naturale: Mlaștini alcaline, Păduri fino-scandinave bogate în ierburi cu Picea abies, Păduri aluvionare cu Alnus glutinosa și Fraxinus excelsior (Alno-Padion, Alnion incanae, Salicion albae).
La baza desemnării sitului se află o specie protejată de  plante: Moehringia lateriflora.
Pe lângă speciile protejate, pe teritoriul sitului au mai fost identificate 1 specie de plante.